# Звукова карта
Звуковата карта (на английски: sound card) в компютрите е разширителна карта, която позволява въвеждането/извеждането на звук от/в компютъра, под контрола на компютърна програма. Тя е задължителен елемент за работа с мултимедийни приложения. По своята същност представлява платка, която се поставя на дънната платка на компютъра. Почти всички нови модели дънни платки притежават вградени звукови карти, което прави използването на отделна звукова карта ненужно, освен от потребители с високи изисквания за качествен звук.
Звуковата карта възпроизвежда звука, но за да се чува от потребителя, е необходимо наличието на тонколони или слушалки, а за да се записва звук – микрофон, който се включва към нея. Почти всички дънни платки имат вградени звукови карти.